# Vrijstaat Waldeck-Pyrmont
De Vrijstaat Waldeck-Pyrmont', vanaf 1920 Vrije Staat Waldeck, was een staat in de Weimar Republiek Hij ontstond tijdens de Duitse Revolutie toen de laatste graaf afstand nam van de troon.
De laatste vorst, George Victors oudste zoon Frederik Adolf Herman, deed in de Novemberrevolutie op 13 november 1918 troonsafstand. Waldeck-Pyrmont werd een vrijstaat, overigens zonder ooit een republikeinse grondwet aan te nemen. Pyrmont werd na een staatsverdrag op 30 november 1921 verenigd met de Pruisische provincie Hannover. De resterende vrijstaat Waldeck ging op 1 mei 1929 op in de Pruisische provincie Hessen-Nassau.

## PruisischeLandesdirektoren1868-1929
- 1868-1872: Julius Adalbert von Flottwell
- 1872-1881: Karl Albert Friedrich Hugo von Sommerfeld
- 1881-1884: Jesko Franz Edwald von Puttkamer
- 1885-1886: Ernst von Saldern
- 1886-1907: Ernst Friedrich Johannes von Saldern
- 1907-1908: Leo Marquard von Lützow
- 1908-1914: Ernst Reinhold Gerhard von Glasenapp
- 1914-1920: Karl Hermann Friedrich Wilhelm von Redern
- 1920-1929: Wilhelm Schmieding
- 1929: Herbert Herberg